# Mappy Kids
Mappy Kids (マッピーキッズ Mappī Kizzu?) es un videojuego de plataformas de Namco para Famicom publicado, exclusivamente en Japón, en diciembre de 1989. Es una secuela solo para videoconsola del arcade de 1983 de Namco/Midway llamado Mappy.

## Argumento
El jugador maneja al hijo de Mappy, que busca una esposa pero ella se casará con él hasta que pueda abastecer a la familia.

## Sistema de juego
El juego se desarrolla como un clásico plataformas. Al final de cada nivel hay una máquina tragaperras cuyo resultado dará lugar a que el jugador se enfrente a diferentes minijuegos. Después, podrá comprar en una tienda diferentes objetos con el dinero que haya ido acumulando durante el juego. La máquina tragaperras también puede proporcionar vidas extra. 